# Grand Prix automobile de Hongrie 2024
GP précédent GP suivant
Le Grand Prix automobile de Hongrie 2024 (Formula 1 Hungarian Grand Prix 2024), disputé le 21 juillet 2024 sur le Hungaroring, est la 1114e épreuve du championnat du monde de Formule 1 courue depuis 1950. Il s'agit de la trente-neuvième édition du Grand Prix de Hongrie comptant pour le championnat du monde de Formule 1 et de la treizième manche du championnat 2024.
Avec 265 points, Max Verstappen conserve la tête du championnat devant Lando Norris (189 points) et Charles Leclerc (162 points). Carlos Sainz (154 points) reste quatrième devant Oscar Piastri (149 points) et Lewis Hamilton (125 points), qui dépasse de peu Sergio Pérez (124 points), lui même talonné par George Russell (111 points). Plus loin, Fernando Alonso (45 points) est neuvième, suivi par Lance Stroll (24 points) et Nico Hülkenberg (22 points). Chez les constructeurs, Red Bull (389 points) possède 51 unités d'avance sur McLaren (338 points) qui prend le dessus sur Ferrari (295 points). Mercedes (241 points) occupe la quatrième place devant Aston Martin (69 points), Racing Bulls (33 points) et Haas (27 points), Alpine (9 points) et Williams (4 points). Après treize courses, Kick Sauber ne compte toujours aucun point.

## Pneus disponibles
| Pneus pour piste sèche | Pneus pour piste sèche | Pneus pour piste sèche | Pneus pluie    | Pneus pluie |
| ---------------------- | ---------------------- | ---------------------- | -------------- | ----------- |
| Durs (Type C3)         | Medium (Type C4)       | Tendres (Type C5)      | Intermédiaires | Pluie       |

## Essais libres

### Première séance, le vendredi de 13 h 30 à 14 h 30
| Pos. | Pilote           | Voiture             | Chrono         | Écart     |
| ---- | ---------------- | ------------------- | -------------- | --------- |
| 1    | Carlos Sainz Jr. | Ferrari             | 1 min 18 s 713 |           |
| 2    | Max Verstappen   | Red Bull-Honda RBPT | 1 min 18 s 989 | + 0 s 276 |
| 3    | Charles Leclerc  | Ferrari             | 1 min 19 s 011 | + 0 s 298 |
| 4    | George Russell   | Mercedes            | 1 min 19 s 137 | + 0 s 424 |
| 5    | Zhou Guanyu      | Kick Sauber-Ferrari | 1 min 19 s 180 | + 0 s 467 |
| 6    | Lando Norris     | McLaren-Mercedes    | 1 min 19 s 211 | + 0 s 498 |

- Oliver Bearman, pilote d'essai pour Haas F1 Team, remplace Nico Hülkenberg lors de cette séance ; il réalise le vingtième temps[4].

### Deuxième séance, le vendredi de 17 h à 18 h
| Pos. | Pilote           | Voiture             | Chrono         | Écart     |
| ---- | ---------------- | ------------------- | -------------- | --------- |
| 1    | Lando Norris     | McLaren-Mercedes    | 1 min 17 s 788 |           |
| 2    | Max Verstappen   | Red Bull-Honda RBPT | 1 min 18 s 031 | + 0 s 243 |
| 3    | Carlos Sainz Jr. | Ferrari             | 1 min 18 s 185 | + 0 s 397 |
| 4    | Sergio Pérez     | Red Bull-Honda RBPT | 1 min 18 s 255 | + 0 s 467 |
| 5    | George Russell   | Mercedes            | 1 min 18 s 294 | + 0 s 506 |
| 6    | Kevin Magnussen  | Haas-Ferrari        | 1 min 18 s 315 | + 0 s 527 |

- Vingt minutes après le lancement de la session, Charles Leclerc perd le contrôle de sa monoplace en escaladant les vibreurs à la sortie du virage no 6 ; il  percute le mur opposé avant de s'immobiliser, provoquant une interruption de la séance durant un quart d'heure[6],[7].

### Troisième séance, le samedi de 12 h 30 à 13 h 30
| Pos. | Pilote           | Voiture                 | Chrono         | Écart     |
| ---- | ---------------- | ----------------------- | -------------- | --------- |
| 1    | Lando Norris     | McLaren-Mercedes        | 1 min 16 s 098 |           |
| 2    | Oscar Piastri    | McLaren-Mercedes        | 1 min 16 s 142 | + 0 s 044 |
| 3    | Max Verstappen   | Red Bull-Honda RBPT     | 1 min 16 s 379 | + 0 s 281 |
| 4    | George Russell   | Mercedes                | 1 min 16 s 564 | + 0 s 466 |
| 5    | Carlos Sainz Jr. | Ferrari                 | 1 min 16 s 639 | + 0 s 541 |
| 6    | Daniel Ricciardo | Racing Bulls-Honda RBPT | 1 min 16 s 652 | + 0 s 554 |

## Séance de qualification, le samedi de 16 h à 17 h

### Résultats des qualifications
| Pos.                                                                               | Pilote           | Écurie                  | Qualifications 1 | Qualifications 2 | Qualifications 3 |
| ---------------------------------------------------------------------------------- | ---------------- | ----------------------- | ---------------- | ---------------- | ---------------- |
| 1                                                                                  | Lando Norris     | McLaren-Mercedes        | 1 min 17 s 755   | 1 min 15 s 540   | 1 min 15 s 227   |
| 2                                                                                  | Oscar Piastri    | McLaren-Mercedes        | 1 min 17 s 504   | 1 min 15 s 785   | 1 min 15 s 249   |
| 3                                                                                  | Max Verstappen   | Red Bull-Honda RBPT     | 1 min 17 s 087   | 1 min 15 s 770   | 1 min 15 s 273   |
| 4                                                                                  | Carlos Sainz Jr. | Ferrari                 | 1 min 17 s 244   | 1 min 15 s 885   | 1 min 15 s 696   |
| 5                                                                                  | Lewis Hamilton   | Mercedes                | 1 min 17 s 087   | 1 min 16 s 307   | 1 min 15 s 854   |
| 6                                                                                  | Charles Leclerc  | Ferrari                 | 1 min 17 s 437   | 1 min 15 s 891   | 1 min 15 s 905   |
| 7                                                                                  | Fernando Alonso  | Aston Martin-Mercedes   | 1 min 17 s 624   | 1 min 16 s 117   | 1 min 16 s 043   |
| 8                                                                                  | Lance Stroll     | Aston Martin-Mercedes   | 1 min 17 s 405   | 1 min 16 s 075   | 1 min 16 s 244   |
| 9                                                                                  | Daniel Ricciardo | Racing Bulls-Honda RBPT | 1 min 17 s 050   | 1 min 16 s 202   | 1 min 16 s 447   |
| 10                                                                                 | Yuki Tsunoda     | Racing Bulls-Honda RBPT | 1 min 17 s 436   | 1 min 16 s 121   | 1 min 16 s 477   |
| 11                                                                                 | Nico Hülkenberg  | Haas-Ferrari            | 1 min 17 s 362   | 1 min 16 s 317   |                  |
| 12                                                                                 | Valtteri Bottas  | Kick Sauber-Ferrari     | 1 min 17 s 487   | 1 min 17 s 384   |                  |
| 13                                                                                 | Alexander Albon  | Williams-Mercedes       | 1 min 17 s 280   | 1 min 16 s 429   |                  |
| 14                                                                                 | Logan Sargeant   | Williams-Mercedes       | 1 min 17 s 770   | 1 min 16 s 543   |                  |
| 15                                                                                 | Kevin Magnussen  | Haas-Ferrari            | 1 min 17 s 851   | 1 min 16 s 548   |                  |
| 16                                                                                 | Sergio Pérez     | Red Bull-Honda RBPT     | 1 min 17 s 886   |                  |                  |
| 17                                                                                 | George Russell   | Mercedes                | 1 min 17 s 968   |                  |                  |
| 18                                                                                 | Zhou Guanyu      | Kick Sauber-Ferrari     | 1 min 18 s 037   |                  |                  |
| 19                                                                                 | Esteban Ocon     | Alpine-Renault          | 1 min 18 s 049   |                  |                  |
| 20                                                                                 | Pierre Gasly     | Alpine-Renault          | 1 min 18 s 166   |                  |                  |
| Qualifications disputées en partie sous la pluie : pas de temps minimal à réaliser |                  |                         |                  |                  |                  |

### Grille de départ
- Pierre Gasly, auteur du vingtième temps, est pénalisé d'un départ depuis la voie des stands à la suite du changement de son unité de propulsion sous le régime du parc fermé[10].

## Course

### Classement de la course
| Pos. | no | Pilote           | Écurie                  | Tours | Temps/Abandon                    | Grille  | Points |
| ---- | -- | ---------------- | ----------------------- | ----- | -------------------------------- | ------- | ------ |
| 1    | 81 | Oscar Piastri    | McLaren-Mercedes        | 70    | 1 h 38 m 01 s 989 (187,669 km/h) | 2       | 25     |
| 2    | 4  | Lando Norris     | McLaren-Mercedes        | 70    | + 2 s 141                        | 1       | 18     |
| 3    | 44 | Lewis Hamilton   | Mercedes                | 70    | + 14 s 880                       | 5       | 15     |
| 4    | 16 | Charles Leclerc  | Ferrari                 | 70    | + 19 s 686                       | 6       | 12     |
| 5    | 1  | Max Verstappen   | Red Bull-Honda RBPT     | 70    | + 21 s 349                       | 3       | 10     |
| 6    | 55 | Carlos Sainz Jr. | Ferrari                 | 70    | + 23 s 073                       | 4       | 8      |
| 7    | 11 | Sergio Pérez     | Red Bull-Honda RBPT     | 70    | + 39 s 792                       | 16      | 6      |
| 8    | 63 | George Russell   | Mercedes                | 70    | + 42 s 368                       | 17      | 4 + 1  |
| 9    | 22 | Yuki Tsunoda     | Racing Bulls-Honda RBPT | 70    | + 1 min 17 s 259                 | 10      | 2      |
| 10   | 18 | Lance Stroll     | Aston Martin-Mercedes   | 70    | + 1 min 17 s 976                 | 8       | 1      |
| 11   | 14 | Fernando Alonso  | Aston Martin-Mercedes   | 70    | + 1 min 22 s 460                 | 7       |        |
| 12   | 3  | Daniel Ricciardo | Racing Bulls-Honda RBPT | 69    | + 1 tour                         | 9       |        |
| 13   | 27 | Nico Hülkenberg  | Haas-Ferrari            | 69    | + 1 tour                         | 11      |        |
| 14   | 23 | Alexander Albon  | Williams-Mercedes       | 69    | + 1 tour                         | 13      |        |
| 15   | 20 | Kevin Magnussen  | Haas-Ferrari            | 69    | + 1 tour                         | 15      |        |
| 16   | 77 | Valtteri Bottas  | Kick Sauber-Ferrari     | 69    | + 1 tour                         | 12      |        |
| 17   | 2  | Logan Sargeant   | Williams-Mercedes       | 69    | + 1 tour                         | 14      |        |
| 18   | 31 | Esteban Ocon     | Alpine-Renault          | 69    | + 1 tour                         | 19      |        |
| 19   | 24 | Zhou Guanyu      | Kick Sauber-Ferrari     | 69    | + 1 tour                         | 18      |        |
| Abd. | 10 | Pierre Gasly     | Alpine-Renault          | 33    | Hydraulique                      | Pitlane |        |

### Pole position et record du tour
- Pole position :  Lando Norris (McLaren-Mercedes) en 1 min 15 s 227 (209,653 km/h)[12].
- Meilleur tour en course :  George Russell (Mercedes) en 1 min 20 s 305 (196,396 km/h), au cinquante-cinquième tour ; huitième de l'épreuve, il remporte le point bonus associé[13].

### Tours en tête
- Oscar Piastri (McLaren-Mercedes) : 45 tours (1-18 / 24-47 / 68-70 )[14] ;
- Max Verstappen (Red Bull-Honda RBPT) : 5 tours (19-21 / 48-49) ;
- Charles Leclerc (Ferrari) : 2 tours (22 - 23) ;
- Lando Norris (McLaren-Mercedes) : 18 tours (50-67).

## Classements généraux à l'issue de la course
| Pos. | Pilote           | Écurie                  | Points |
| ---- | ---------------- | ----------------------- | ------ |
| 1    | Max Verstappen   | Red Bull-Honda RBPT     | 265    |
| 2    | Lando Norris     | McLaren-Mercedes        | 189    |
| 3    | Charles Leclerc  | Ferrari                 | 162    |
| 4    | Carlos Sainz Jr. | Ferrari                 | 154    |
| 5    | Oscar Piastri    | McLaren-Mercedes        | 149    |
| 6    | Lewis Hamilton   | Mercedes                | 125    |
| 7    | Sergio Pérez     | Red Bull-Honda RBPT     | 124    |
| 8    | George Russell   | Mercedes                | 116    |
| 9    | Fernando Alonso  | Aston Martin-Mercedes   | 45     |
| 10   | Lance Stroll     | Aston Martin-Mercedes   | 24     |
| 11   | Nico Hülkenberg  | Haas-Ferrari            | 22     |
| 12   | Yuki Tsunoda     | Racing Bulls-Honda RBPT | 22     |
| 13   | Daniel Ricciardo | Racing Bulls-Honda RBPT | 11     |
| 14   | Oliver Bearman   | Ferrari                 | 6      |
| 15   | Pierre Gasly     | Alpine-Renault          | 6      |
| 16   | Kevin Magnussen  | Haas-Ferrari            | 5      |
| 17   | Alexander Albon  | Williams-Mercedes       | 4      |
| 18   | Esteban Ocon     | Alpine-Renault          | 3      |

| Pos. | Écurie                  | Points |
| ---- | ----------------------- | ------ |
| 1    | Red Bull-Honda RBPT     | 389    |
| 2    | McLaren-Mercedes        | 338    |
| 3    | Ferrari                 | 322    |
| 4    | Mercedes                | 241    |
| 5    | Aston Martin-Mercedes   | 69     |
| 6    | Racing Bulls-Honda RBPT | 33     |
| 7    | Haas-Ferrari            | 27     |
| 8    | Alpine-Renault          | 9      |
| 9    | Williams-Mercedes       | 4      |

## Statistiques
Le Grand Prix de Hongrie 2024 représente :
- la 3e pole position de Lando Norris, sa seconde de la saison[16] ;
- la 1re victoire d' Oscar Piastri[17] ;
- la 185e victoire de McLaren en tant que constructeur[18] ;
- le 49e doublé de McLaren ; le précédent remontait au Grand Prix d'Italie 2021 avec Daniel Ricciardo vainqueur devant Lando Norris[19] ;
- la 216e victoire de Mercedes en tant que motoriste[20] ;
- le 17e triplé de Mercedes en tant que motoriste[21] ;
- le 200e podium de Lewis Hamilton, qui améliore son propre record[22].

Au cours de ce Grand Prix :
- Oscar Piastri est élu « pilote du jour » à l'issue d'un vote organisé sur le site officiel de la Formule 1[23] ;
- Vitantonio Liuzzi (80 départs en Grands Prix entre 2005 et 2011, 26 points inscrits) est nommé conseiller par la FIA pour aider dans leurs jugements le groupe des commissaires de course[24].